# Клічук Олексій Михайлович
Олексі́й Миха́йлович Клічу́к (30 березня 1999, с. Савчуки — 4 червня 2024, Донецька область) — український військовослужбовець, учасник російсько-української війни.

## Життєпис
Народився 30 березня 1999 в селі Савчуки, Рівненська область. Проживав у місті Здолбунів.
Здобув освіту у Квасилівському професійному ліцеї, отримав спеціальність «газозварювальника». Після повноліття став до військової служби до 199 навчального центру, згодом до 80 ОДШБр. З початком повномасштабного вторгнення продовжив службу у своєму підрозділі.
Загинув 4 червня 2024 року на Донеччині. Похований 10 червня 2024 року на Личаківському цвинтарі у Львові.

## Нагороди
- Орден «За мужність» II ступеня (посмертно, 9 вересня 2024)[2].
- Орден «За мужність» III ступеня (17 червня 2022) — за особисту мужність і самовіддані дії, виявлені у захисті державного суверенітету та територіальної цілісності України, вірність військовій присязі[3].
- Медаль «Захиснику Вітчизни» (21 квітня 2022) — за особисту мужність і самовіддані дії, виявлені у захисті державного суверенітету та територіальної цілісності України, вірність військовій присязі[4]